# Evangelische Verlagsanstalt
Die Evangelische Verlagsanstalt – kurz auch EVA genannt – (heute in Leipzig) wurde 1946 in Ost-Berlin gegründet und ist ein konfessionelles Medienunternehmen. Gesellschafter sind das Gemeinschaftswerk der Evangelischen Publizistik und die Evangelische Kirche in Mitteldeutschland. Der Geschäftsführer ist Sebastian Knöfel.

## Geschichte

### DDR, 1946–1989
Unter der Lizenznummer 54 der Sowjetischen Militäradministration wurde 1946 die Evangelische Verlagsanstalt GmbH mit Sitz in Berlin gegründet; 1953 kam eine Verlagsabteilung in Leipzig hinzu. Erster Verlagsleiter wurde der spätere Kirchenrat Friedrich Bartsch.
Die erste Veröffentlichung, das Weihnachtsliederbuch Ihr Kinderlein kommet, war trotz einer beachtlichen Startauflage von 28.000 Exemplaren sofort vergriffen.
In den folgenden Jahren stieg die Publikationszahl beständig an, so dass sich der Verlag schließlich zu einem der größten evangelischen Verlage Gesamtdeutschlands entwickelte.
Unter dem Dach der EVA veröffentlichten auch diejenigen evangelischen Privatverlage in der DDR, die keine eigene Lizenz erhalten hatten; das Verlagsprofil war dementsprechend breit gefächert: von wissenschaftlicher Theologie über Gemeindeliteratur, christlicher Belletristik bis hin zu Erbauungsliteratur und christlichen Kalendern. Einige Klassiker erscheinen bis heute, beispielsweise der Kirchliche Amtskalender oder der Tagesabreißkalender Sonne und Schild. Jedes Buch musste vor seiner Veröffentlichung die Prozedur der Zensur in der DDR durchlaufen: von Begutachtungen durch staatliche Zensoren über teilweise monate- oder gar jahrelange Diskussionen mit dem Verlag bis hin zur staatlichen Papierzuteilung.

### Seit der Wende, 1989 bis heute
Mit der friedlichen Revolution in der DDR und der deutschen Wiedervereinigung änderte sich auch die Situation der EVA grundlegend. Nach einem Gesellschafterwechsel wurde der Verlagssitz 1991 nach Leipzig verlegt. Mit Wirkung vom 1. Januar 2010 übernahm das Hansische Druck- und Verlagshaus GmbH Frankfurt (HDV) die Mehrheit der Anteile an der Evangelischen Verlagsanstalt GmbH Leipzig (EVA) aus dem Besitz des bisherigen Alleingesellschafters, der Evangelisch-Lutherischen Landeskirche Sachsens (EvLKS). Die EvLKS blieb bis 2020 als Gesellschafter an dem Verlag beteiligt und ist Alleingesellschafter der Evangelisches Medienhaus GmbH Leipzig, welche die publizistischen Aktivitäten der sächsischen Landeskirche bündelt. Anstelle der EvLKS trat die Evangelische Kirche in Mitteldeutschland als Gesellschafter ein.
Bis zum 60-jährigen Bestehen im Jahr 2006 erschienen rund 11.000 Titel mit einer Gesamtauflage von etwa 150 Millionen Exemplaren. Die Verlagsanstalt zählt mit etwa 180 Neuerscheinungen pro Jahr und über 1000 lieferbaren Titel zu den größten konfessionellen Verlagen im deutschsprachigen Raum.
Die Verlagsanstalt ist institutionelles Mitglied des Forum Thomanum Leipzig e. V.

## Produkte
Das Sortiment des Buchverlags umfasst zahlreiche theologisch-wissenschaftliche Veröffentlichungen, Religionspädagogik, Gemeindeliteratur einschließlich Kalendern sowie christliche Belletristik mit den Schwerpunkten Biographien und Erzählungen.
Bei der EVA erscheinen Zeitungen und Zeitschriften, unter anderem die Theologische Literaturzeitung, die Ökumenische Rundschau, die Berliner Theologische Zeitschrift und die Praxis Gemeindepädagogik (vormals Die Christenlehre).
Die Evangelische Verlagsanstalt GmbH ist als Gesellschafterin an privaten Hörfunksendern beteiligt. Darüber hinaus arbeiten Mitarbeiterinnen der Evangelischen Verlagsanstalt als Kirchenfunkredakteurinnen in den sächsischen Sendern Hitradio RTL und Radio PSR.